# Борщів (Броварський район)
Бо́рщів — село у Баришівській селищній громаді Броварського району Київської області. Засноване в 1300 році на річці Трубіж. Населення — 500 осіб.

## Історія
За Гетьманщини село належало до першої Переяславської сотні Переяславського полку Війська Запорозького.
22 травня 1716 року гетьман Скоропадський підписав універсал, яким підтвердив за Переяславським кафедральним монастирем надані без його відома полковником Томарою села Гайшин і Борщів.
У 1755 році гетьман Кирило Розумовський відновив третю Переяславську сотню до якої увійшов і Борщів.
За описом Київського намісництва 1781 року село Борщів відносилось до Переяславського повіту даного намісництва. На той час у ньому нараховувалось: 6 хат — виборних козаків, 27 хат — козаків підпомічників, 6 хат — посполитих, різночинських і козацьких підсусідків. Всього було 39 хат.
За книгою Київського намісництва 1787 року, у селі проживало 160 осіб. У той час Борщів був у володінні різного звання «казених людей», козаків і власників — корнета Степана Симоновича і його брата.
З ліквідацією Київського намісництва село як і увесь Переяславський повіт перейшло до складу Полтавської губернії.
1910 року - село Скопецької волості Переяславського повіту Полтавської губернії, 141 господарство, 795 мешканців разом з найманими робітниками.

## Населення
Згідно з переписом УРСР 1989 року чисельність наявного населення села становила 608 осіб, з яких 276 чоловіків та 332 жінки.
За переписом населення України 2001 року в селі мешкала 531 особа.

### Мова
Розподіл населення за рідною мовою за даними перепису 2001 року:
| Мова       | Кількість | Відсоток |
| ---------- | --------- | -------- |
| українська | 517       | 97.92%   |
| російська  | 11        | 2.08%    |
| Усього     | 528       | 100%     |

## Відомі уродженці
- Боровко Микола Маркіянович — український поет, заслужений працівник народної освіти Української РСР (1991).